# 2015-ös veszprémi időközi választás
A 2015-ös veszprémi időközi választást (időközi országgyűlési képviselő-választás Veszprém megye 1. számú országgyűlési egyéni választókerületében) 2015. február 22-én tartották, miután a 2014-es választáson mandátumot szerzett Navracsics Tibor EU-biztosi kinevezése miatt 2014. október 30-i hatállyal lemondott képviselőségéről.
A választásnak a helyi jelentőségén túlmutató tétje volt, hogy a parlamenti kormánytöbbségnek a 2014-es választáson megszerzett 2/3-os aránya megmarad-e. Végül a több ellenzéki párt által támogatott Kész Zoltán független jelölt győzött, így a Fidesz elveszítette kétharmados többségét a törvényhozásban.

## Előzmények
A 2014. április 6-án tartott parlamenti választáson a Fidesz–KDNP színeiben induló Navracsics Tibor a leadott szavazatok 47,15%-át kapta, ezzel ő lett a Veszprémet és 24 környező települést tartalmazó választókerület képviselője.
Mivel 2014. október 22-én az Európai Parlament (EP) megszavazta az új Európai Bizottságot (EB), melynek Navracsics Tibor is tagja lett kulturális, oktatási, ifjúságpolitikai és sportügyi biztosként, ezért ő október 30-i hatállyal lemondott képviselői mandátumáról. A Nemzeti Választási Bizottság (NVB) 2014. november 27-én a megüresedett képviselői helyre az időközi választást 2015. február 22. napjára tűzte ki.

## Nyilvántartásba vett jelölő szervezetek
Az időközi választásra az NVB az alábbi jelölő szervezeteket vette nyilvántartásba:
- A Haza Nem Eladó Mozgalom Párt
- Aquila Párt
- Elégedetlenek Pártja
- Fidesz-Magyar Polgári Szövetség
- Jobbik Magyarországért Mozgalom
- Jólét és Szabadság Demokrata Közösség
- Kereszténydemokrata Néppárt
- Lehet Más a Politika
- Lokálpatrióta Párt
- Magyar Demokráciáért és Hazáért Párt
- Magyar Liberális Párt
- Magyar Munkáspárt
- Magyar Szocialista Párt
- Magyarországi Cigányok Fóruma - Összefogás Magyarországért Párt
- Összefogás a Civilekért Párt
- Összefogás Párt
- Szociáldemokraták Magyar Polgári Pártja
- Zöldek Pártja

A független jelölteket nem szükséges nyilvántartásba venni.

## Jelöltek
2015. január 13-ig huszonnégyen vették fel az aláírásgyűjtő íveket az egyéni választókerületi választási irodán.
A választáson indulni szándékozóknak január 5. és 19. között 500 ajánlást kellett összegyűjteniük és leadniuk az országgyűlési egyéni választókerületi választási bizottságnál.
2015. január 22-ig az alábbi jelölteket vette nyilvántartásba az Országgyűlési Egyéni Választókerület Választási Bizottsága:
- Bősze Ferenc (független)
- Gerstmár Ferenc (LMP)
- Horváth Lajos (független)
- Karancsi Tibor (független)
- Kásler Árpád (A Haza Nem Eladó Mozgalom Párt)
- Kész Zoltán (független)
- Némedi Lajos (Fidesz–KDNP)
- Papp András Pál (független)
- Szentpáli Kolos (Magyar Munkáspárt)
- Szepessy Zsolt (Összefogás Párt)
- Varga-Damm Andrea (Jobbik Magyarországért Mozgalom)
- Varga Péter Miklósné (Aquila Párt)

A Választási Bizottság döntése január 26-án jogerőre emelkedett, így véglegesedett, hogy a fenti 12 jelölt indulhat a választáson.

## Eredmények
| Időközi országgyűlési választás Veszprém megye 1. egyéni választókerületében 2015. február 22. | Időközi országgyűlési választás Veszprém megye 1. egyéni választókerületében 2015. február 22. | Időközi országgyűlési választás Veszprém megye 1. egyéni választókerületében 2015. február 22. | Időközi országgyűlési választás Veszprém megye 1. egyéni választókerületében 2015. február 22. | Időközi országgyűlési választás Veszprém megye 1. egyéni választókerületében 2015. február 22. | Időközi országgyűlési választás Veszprém megye 1. egyéni választókerületében 2015. február 22. |
| ---------------------------------------------------------------------------------------------- | ---------------------------------------------------------------------------------------------- | ---------------------------------------------------------------------------------------------- | ---------------------------------------------------------------------------------------------- | ---------------------------------------------------------------------------------------------- | ---------------------------------------------------------------------------------------------- |
| Választásra jogosultak száma                                                                   | Választásra jogosultak száma                                                                   | 73 674 fő                                                                                      | 100%                                                                                           |                                                                                                |                                                                                                |
| Szavazatok                                                                                     | Szavazatok                                                                                     | Száma                                                                                          | Aránya (%)                                                                                     |                                                                                                |                                                                                                |
| Összes leadott szavazat – Ebből érvényes – Ebből érvénytelen                                   | Összes leadott szavazat – Ebből érvényes – Ebből érvénytelen                                   | 33 050 32 922 128                                                                              | 44,86 (100%) 99,61 0,39                                                                        |                                                                                                |                                                                                                |
|                                                                                                | Jelöltek                                                                                       | Jelölő szervezet(ek)                                                                           | Jelölő szervezet(ek)                                                                           | Szavazatok                                                                                     | Szavazatok                                                                                     |
| Száma                                                                                          | Jelöltek                                                                                       | Jelölő szervezet(ek)                                                                           | Jelölő szervezet(ek)                                                                           | Aránya (%)                                                                                     |                                                                                                |
| 1.                                                                                             | Kész Zoltán                                                                                    | Független                                                                                      | Független                                                                                      | 14 012                                                                                         | 42,56                                                                                          |
| 2.                                                                                             | Némedi Lajos                                                                                   | Fidesz–KDNP                                                                                    | Fidesz–KDNP                                                                                    | 11 113                                                                                         | 33,76                                                                                          |
| 3.                                                                                             | Dr. Varga-Damm Andrea                                                                          | Jobbik Magyarországért Mozgalom                                                                | Jobbik Magyarországért Mozgalom                                                                | 4 642                                                                                          | 14,10                                                                                          |
| 4.                                                                                             | Gerstmár Ferenc                                                                                | Lehet Más a Politika                                                                           | Lehet Más a Politika                                                                           | 1 504                                                                                          | 4,57                                                                                           |
| 5.                                                                                             | Dr. Bősze Ferenc                                                                               | Független                                                                                      | Független                                                                                      | 918                                                                                            | 2,79                                                                                           |
| 6.                                                                                             | Horváth Lajos                                                                                  | Független                                                                                      | Független                                                                                      | 223                                                                                            | 0,68                                                                                           |
| 7.                                                                                             | Kásler Árpád                                                                                   | A Haza Nem Eladó Mozgalom Párt                                                                 | A Haza Nem Eladó Mozgalom Párt                                                                 | 132                                                                                            | 0,40                                                                                           |
| 8.                                                                                             | Szentpáli Kolos                                                                                | Magyar Munkáspárt                                                                              | Magyar Munkáspárt                                                                              | 125                                                                                            | 0,38                                                                                           |
| 9.                                                                                             | Karancsi Tibor                                                                                 | Független                                                                                      | Független                                                                                      | 111                                                                                            | 0,34                                                                                           |
| 10.                                                                                            | Papp András Pál                                                                                | Független                                                                                      | Független                                                                                      | 70                                                                                             | 0,21                                                                                           |
| 11.                                                                                            | Szepessy Zsolt                                                                                 | Összefogás Párt                                                                                | Összefogás Párt                                                                                | 46                                                                                             | 0,14                                                                                           |
| 12.                                                                                            | Varga Péter Miklósné                                                                           | Aquila Párt                                                                                    | Aquila Párt                                                                                    | 26                                                                                             | 0,08                                                                                           |
| Összesen                                                                                       | Összesen                                                                                       | Összesen                                                                                       | Összesen                                                                                       | 32 922                                                                                         | 100                                                                                            |

A választás nyertese Kész Zoltán lett.

### Településtípusonkénti eredmények
Kész Zoltán győzelmét a magas részvételi arányú megyeszékhelyen nagy különbséggel elért első hely biztosította, amit a kevésbé mobilizált kistelepüléseken csak kis különbséggel jobban szereplő Némedi Lajos eredménye nem tudott ellensúlyozni.

#### Részvételi adatok
A leadott szavazatok aránya a választásra jogosultak számához képest:
| Veszprém        |  | 51,48% |
| Többi település |  | 32,06% |

A megyeszékhelyen jóval magasabb volt a részvétel, mint a kistelepüléseken. A legalacsonyabb részvétel Úrkúton volt, 25,53%-os, a legmagasabb pedig Veszprémben, 51,48%-os.

#### Pártok szerint
Az érvényes szavazatok száma és megoszlása Veszprém és a többi település között:
Kész Zoltánt a megyeszékhelyen támogatták jobban (+12,51%), a kistelepüléseken viszont a Fidesz–KDNP jelöltje volt kicsit népszerűbb (+1,52%).

## Politikai következmények
Az eredmény a nagy pártokat és az elemzőket egyaránt meglepte, mert szorosabb eredményre számítottak.
Kész Zoltán győzelmével a Fidesz–KDNP elveszítette 2014-es országgyűlési választásokon elért kétharmados alkotmányozó parlamenti többségét. A  megválasztott képviselő az országgyűlésben a Magyar Liberális Párt (MLP) képviselőjéhez, Fodor Gábor pártelnökhöz csatlakozott.